# Polliat
Polliat és un municipi francès situat al departament de l'Ain i a la regió d'Alvèrnia-Roine-Alps. L'any 2007 tenia 2.336 habitants.

## Demografia

### Població
El 2007 la població de fet de Polliat era de 2.336 persones. Hi havia 952 famílies de les quals 216 eren unipersonals (108 homes vivint sols i 108 dones vivint soles), 352 parelles sense fills, 328 parelles amb fills i 56 famílies monoparentals amb fills.
La població ha evolucionat segons el següent gràfic:
Habitants censats

### Habitatges
El 2007 hi havia 1.012 habitatges, 961 eren l'habitatge principal de la família, 13 eren segones residències i 38 estaven desocupats. 833 eren cases i 148 eren apartaments. Dels 961 habitatges principals, 694 estaven ocupats pels seus propietaris, 253 estaven llogats i ocupats pels llogaters i 14 estaven cedits a títol gratuït; 29 tenien una cambra, 61 en tenien dues, 107 en tenien tres, 252 en tenien quatre i 512 en tenien cinc o més. 794 habitatges disposaven pel capbaix d'una plaça de pàrquing. A 393 habitatges hi havia un automòbil i a 501 n'hi havia dos o més.

### Piràmide de població
La piràmide de població per edats i sexe el 2009 era:
| Homes | Edats   | Dones |
| ----- | ------- | ----- |
| 0     | 95 o +  | 4     |
| 4     | 90 a 94 | 8     |
| 4     | 85 a 89 | 12    |
| 24    | 80 a 84 | 20    |
| 40    | 75 a 79 | 32    |
| 40    | 70 a 74 | 48    |
| 56    | 65 a 69 | 56    |
| 40    | 60 a 64 | 52    |
| 60    | 55 a 59 | 48    |
| 76    | 50 a 54 | 76    |
| 80    | 45 a 49 | 108   |
| 68    | 40 a 44 | 52    |
| 96    | 35 a 39 | 72    |
| 84    | 30 a 34 | 72    |
| 44    | 25 a 29 | 48    |
| 64    | 20 a 24 | 68    |
| 40    | 15 a 19 | 76    |
| 44    | 10 a 14 | 76    |
| 80    | 5 a 9   | 60    |
| 56    | 0 a 4   | 52    |

## Economia
El 2007 la població en edat de treballar era de 1.504 persones, 1.173 eren actives i 331 eren inactives. De les 1.173 persones actives 1.128 estaven ocupades (595 homes i 533 dones) i 45 estaven aturades (15 homes i 30 dones). De les 331 persones inactives 155 estaven jubilades, 114 estaven estudiant i 62 estaven classificades com a «altres inactius».

### Ingressos
El 2009 a Polliat hi havia 957 unitats fiscals que integraven 2.397,5 persones, la mediana anual d'ingressos fiscals per persona era de 20.299 €.

### Activitats econòmiques
Dels 97 establiments que hi havia el 2007, 2 eren d'empreses extractives, 4 d'empreses alimentàries, 2 d'empreses de fabricació de material elèctric, 1 d'una empresa de fabricació d'elements pel transport, 6 d'empreses de fabricació d'altres productes industrials, 18 d'empreses de construcció, 19 d'empreses de comerç i reparació d'automòbils, 5 d'empreses de transport, 6 d'empreses d'hostatgeria i restauració, 1 d'una empresa d'informació i comunicació, 4 d'empreses financeres, 4 d'empreses immobiliàries, 8 d'empreses de serveis, 10 d'entitats de l'administració pública i 7 d'empreses classificades com a «altres activitats de serveis».
Dels 30 establiments de servei als particulars que hi havia el 2009, 1 era una oficina de correu, 2 tallers de reparació d'automòbils i de material agrícola, 1 autoescola, 2 paletes, 6 guixaires pintors, 2 fusteries, 2 lampisteries, 1 electricista, 1 empresa de construcció, 4 perruqueries, 1 veterinari, 6 restaurants i 1 saló de bellesa.
Dels 7 establiments comercials que hi havia el 2009, 1 era una botiga de més de 120 m², 2 fleques, 2 carnisseries, 1 una carnisseria i 1 una botiga d'electrodomèstics.
L'any 2000 a Polliat hi havia 35 explotacions agrícoles que ocupaven un total de 1.035 hectàrees.

## Equipaments sanitaris i escolars
L'únic equipament sanitari que hi havia el 2009 era una farmàcia.
El 2009 hi havia 1 escola maternal i 1 escola elemental.

## Poblacions més properes
El següent diagrama mostra les poblacions més properes.